# 塞勒 (埃诺省)
塞勒（法語：Celles，法語發音：[sɛl] ⓘ）是比利时瓦隆大区埃諾省图尔奈-穆斯克龙区的一个市镇，北临弗拉芒大區西佛兰德省，通行法语，通行法语，是比利时法语社群的一部分，人口5,665人（2018年1月1日）。